# Duowen (köpinghuvudort i Kina, Hainan Sheng, lat 19,78, long 109,77)
Duowen är en köpinghuvudort i Kina. Den ligger i provinsen Hainan, i den södra delen av landet, omkring 67 kilometer sydväst om provinshuvudstaden Haikou. Antalet invånare är 19 733. Befolkningen består av 9 035 kvinnor och 10 698 män. Barn under 15 år utgör 24,0 %, vuxna 15-64 år 65 %, och äldre över 65 år 9,0 %.
Runt Duowen är det ganska tätbefolkat, med 239 invånare per kvadratkilometer. Närmaste större samhälle är Lincheng, 16,8 km nordväst om Duowen. I omgivningarna runt Duowen växer huvudsakligen savannskog.
Genomsnittlig årsnederbörd är 2 661 millimeter. Den regnigaste månaden är juli, med i genomsnitt 450 mm nederbörd, och den torraste är januari, med 24 mm nederbörd.